# Dictamnus albus
Dictamnus albus es una especie de fanerógamas de la familia Rutaceae, a Dictamnus albus, que se conoce comúnmente en España como díctamo. Se trata de una planta perenne, típica del sur de Europa, norte de África y de Asia central y meridional.

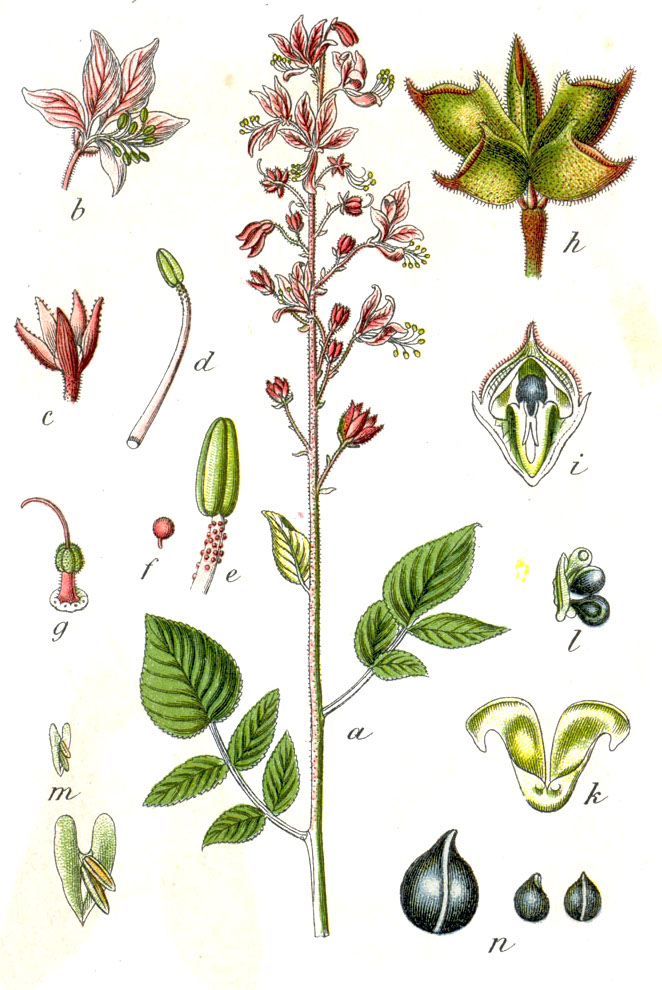
Ilustración

## Distribución y hábitat
Esta planta se encuentra en estado silvestre desde el centro de Alemania, al norte, hasta Rumanía, en el este. En España se encuentra desde los Pirineos, noreste de Cataluña y Aragón, Sistema Ibérico y sierras de Gredos y de Béjar, en Castilla y León; pasando por los Montes de Toledo, Sierra de San Vicente y Sierra Madrona en Castilla-La Mancha; hasta las sierras de Cazorla, Segura y Cabra, en Andalucía. Las poblaciones del centro y del sur peninsular representan un núcleo bastante aislado respecto al resto del área de la especie.

## Características
Es una planta herbácea perenne que alcanza los 60 cm de altura. Con las hojas simples de color verde claro, pecioladas, vellosas por el envés, al menos en los nervios. Son pinnadas, con 3-6 folíolos sésiles, ovales y dentados. Las flores de color blanco o púrpura pálido, se producen en una larga espiga piramidal, 5 sépalos. Pétalos generalmente rosados (pueden ser blancos o azulados) con los nervios oscuros. Cuatro de ellos están extendidos y dirigidos hacia arriba y el quinto replegado y hacia abajo. Estambres con los filamentos muy alargados. Fruto en cápsula dehiscente. Cuando se tritura la planta tiene un fragante olor a limón.

## Historia
- Dioscórides comentaba que esta planta tiene las mismas aplicaciones que el poleo doméstico.
- En la Edad Media se creía que la planta molturada y puesta en emplasto, sacaba las espinas o astillas clavadas en los pies o en otro lugar.

- El uso medicinal de la herba gitanera es viejo, como lo demuestra su presencia en la Capitulare de villis vel curtis imperii, una orden emitida por Carlomagno que reclama a sus campos para que cultiven una serie de hierbas y condimentos incluyendo "diptamnum" identificada actualmente como Dictamnus albus.

## Usos
El interés de esta planta es su carácter de medicinal, con un repertorio de aplicaciones muy reducido: se trata de un carminativo, antiespasmódico e hipotensor.
En usos tradicionales se han utilizado para:
- Tratamiento de parasitosis intestinales (ascaridiasis, enterobiasis, teniasis, toxocariasis, tricuriasis).
- Espasmos abdominales.
- Amenorrea.
- Antihelminitico, disminuye la liberación de huevos de Clonorchis sinensis.

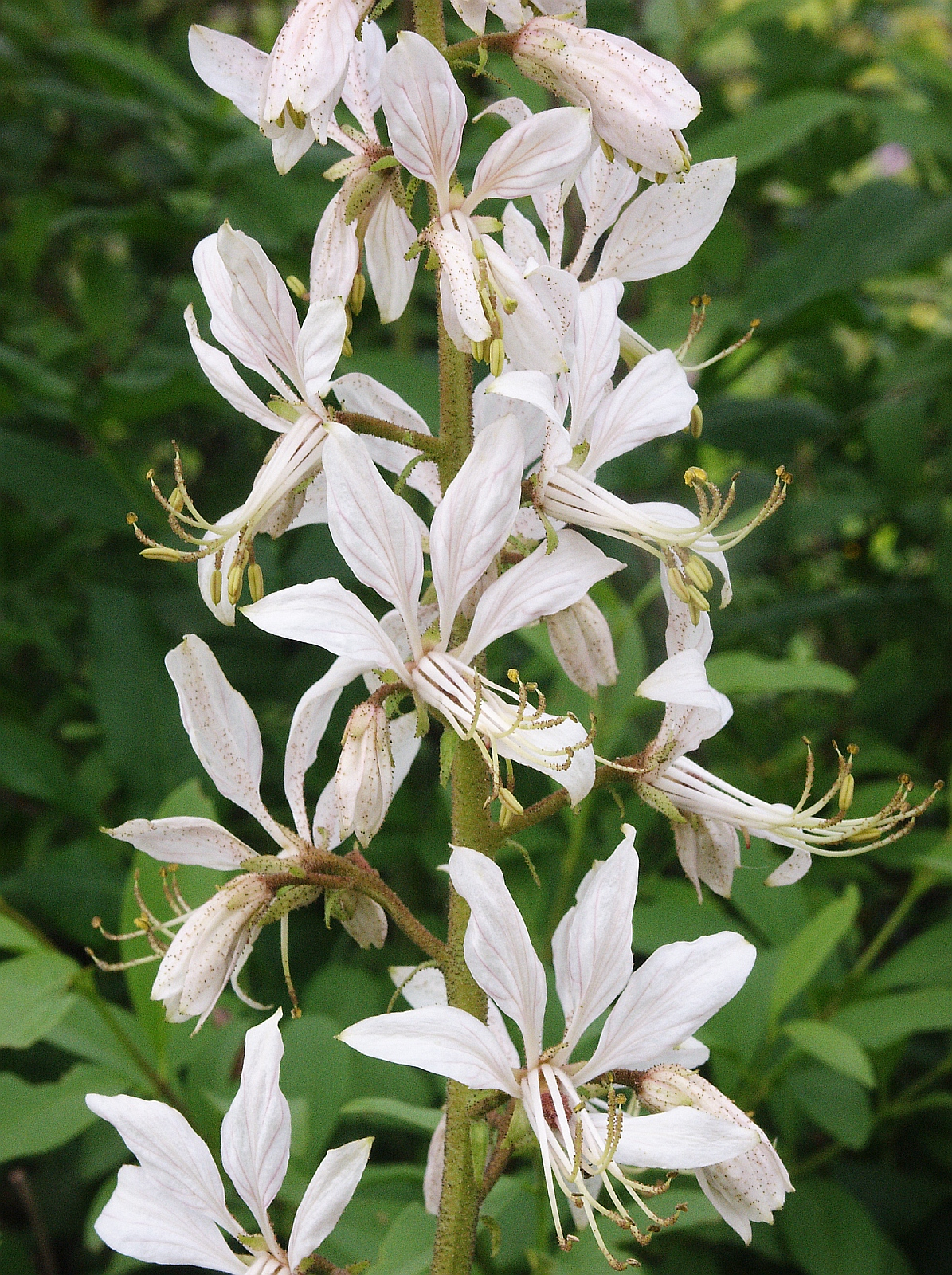
Flores.

Indicado para meteorismo, dispepsias hiposecretoras, hipertensión. Debido a su contenido en furanocumarinas fotosensibilizantes, podría ser interesante su estudio en el tratamiento del vitíligo, y psoriasis, asociado a radiaciones UV. Se ha comprobado su efecto repoblador del cuero cabelludo en alopecias areatas crónicas.
Principios activos
Aceite esencial: estragol (70%), anetol, d-limoneno, furanocumarinas (metoxipsoralenos). Alcaloides derivados del ácido antranílico: dictamnina. Saponósidos. Principios amargos.

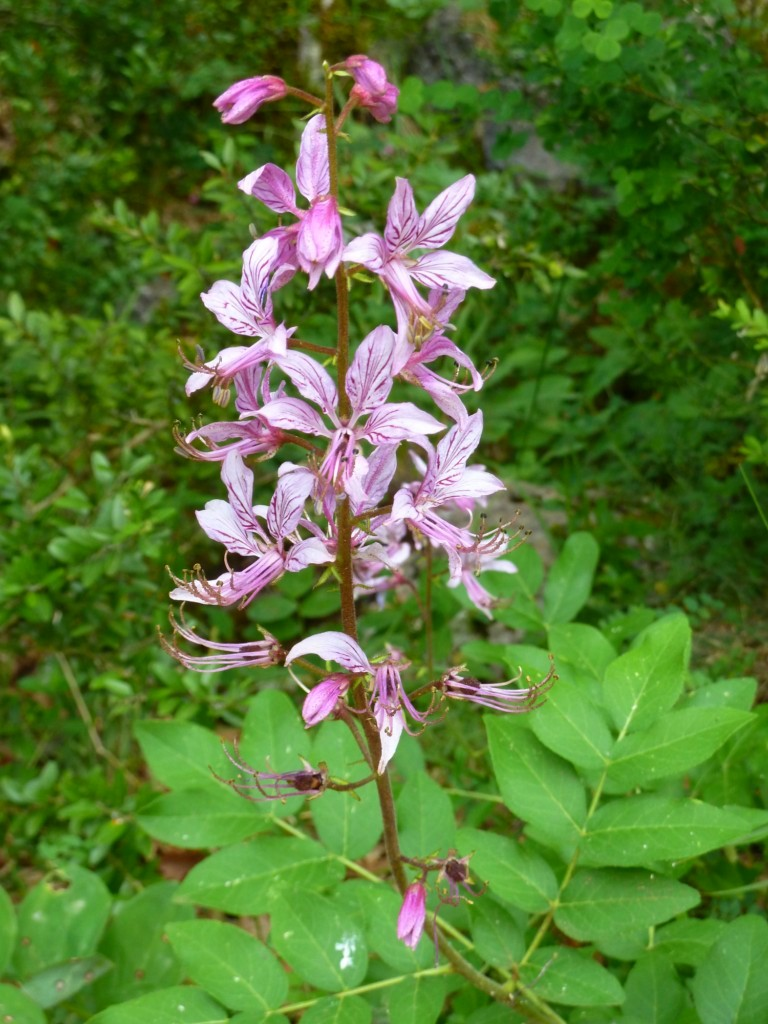
Vista de la planta

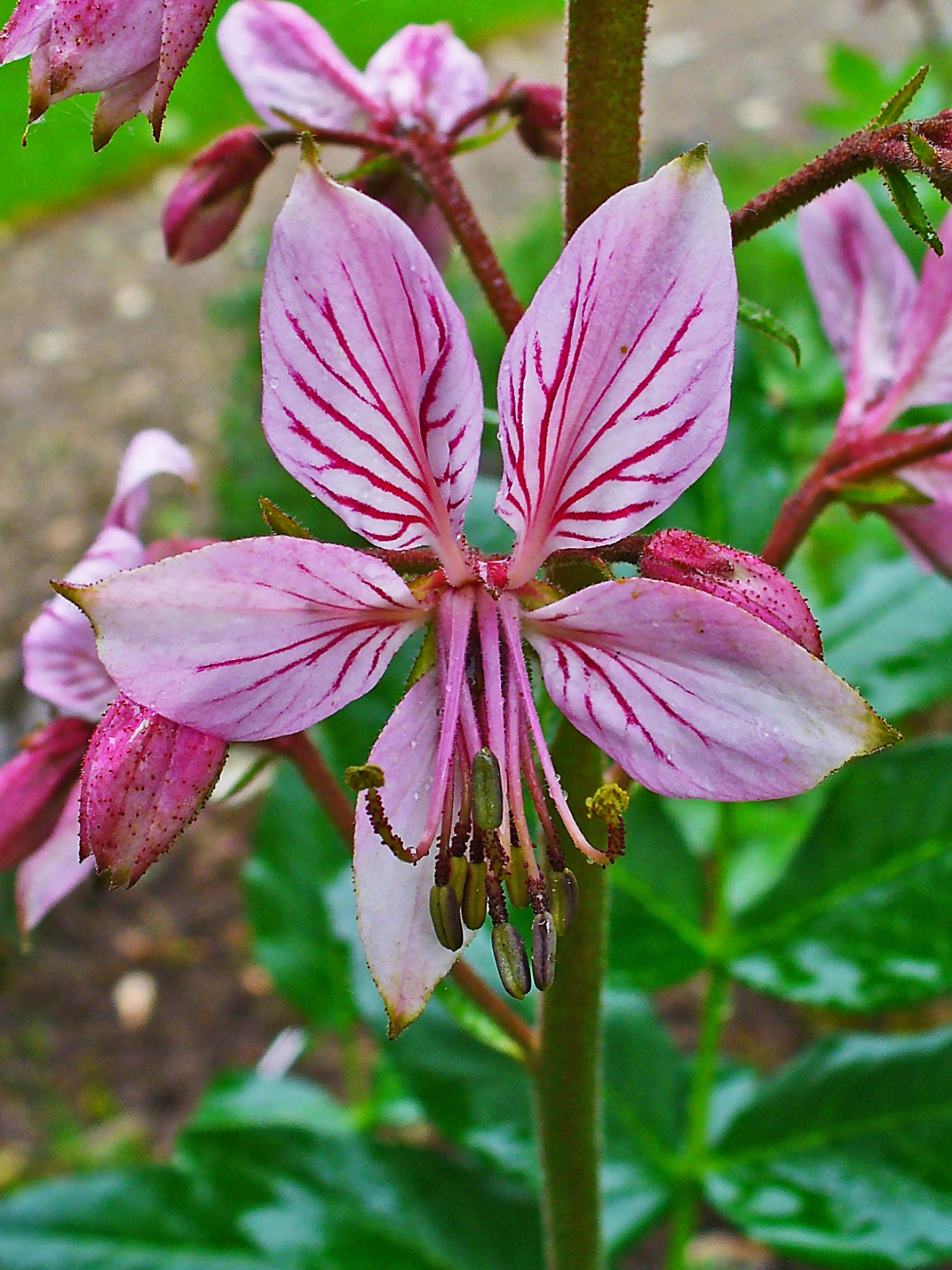
Detalle de la flor

## Taxonomía
Dictamnus albus fue descrita por Carlos Linneo    y publicado en Species Plantarum 1: 383. 1753.
Etimología
Dictamnus: nombre genérico que proviene del griego "diktamnos" palabra compuesta de dike (montaña homónima de la isla de Creta) y de "thamnos" arbusto.  
albus: epíteto proviene del latín y significa "blanco".  
Sinonimia
- Fraxinella   dictamnus Moench
- Dictamnus obtusiflorus W.D.J.Koch
- Dictamnus gymnostylis Steven
- Dictamnus caucasicus Fisch. & C.A.Mey.
- Dictamnus angustifolius Sweet
- Fraxinella fulgurans Bubani [nom. illeg.]
- Fraxinella alba (L.) Gaertn.
- Dictamnus odorus Salisb. [nom. illeg.]
- Dictamnus fraxinella Pers.[5]
- Dictamnus altaicus Fisch. ex Royle
- Dictamnus angustifolius G.Don ex Sweet
- Dictamnus dasycarpus Turcz.
- Dictamnus davuricus Voss
- Dictamnus generalis E.H.L.Krause
- Dictamnus himalayensis Royle
- Dictamnus hispanicus Webb ex Willk.
- Dictamnus macedonicus (Borbás) Pénzes
- Dictamnus major Vilm. ex Voss
- Dictamnus microphyllus Schur
- Dictamnus sessilis Wallr.
- Dictamnus solitarius Stokes
- Dictamnus suffultus Wallr.
- Dictamnus tadshikorum Vved.	[6][7]

## Nombre común
- Castellano: chitan, chitán, dictamno blanco, dictamo, díctamo, dictamo blanco, díctamo blanco, dictamo real, fraxinela, fraxinella, fresnedilla, fresnilla, fresnillo, tarraguilla, tarraguillo, yerba del puerto.[8]